# Självet
I CG Jungs psykologi är Självet en arketyp för enhet och helhet hos personligheten. Självet är maktcentrum och omsluter både det medvetna och det omedvetna.
Som med alla arketyper är det inte möjligt att känna dess natur. Enligt Jung demonstreras arketypen Självet i sagor, myter och drömmar "som den överordnade personligheten – till exempel: kung, hjälte, profet, frälsare eller i form av helhetssymboler: cirkel, fyrkant, quadratura circuli, kors etc.".
Självet är en autonom psykisk faktor som kan producera flöde av omedvetet material som jaget inte har kontroll över, vilket kan leda till ett neurotiskt tillstånd, som om det hanteras rätt leder till att personligheten förnyas. Upplevelse av Självet kan liknas vid en religiös upplevelse, eller som Jung uttrycker det "Självet skulle lika väl kunna kallas för 'Gud inom oss'". 